# Singer 9 Sports
Der Singer 9 Sports ist ein Roadster, den der britische Automobilhersteller Singer nur im Jahre 1933 herstellte. Der im Herbst 1932 vorgestellte Wagen entstand auf Basis des Zweisitzers der  Singer-9-Baureihe. Anders als die anderen Singer-Modelle aus Birmingham wurde der 9 Sports in Coventry gebaut.

## Beschreibung
Das Styling der damaligen Le-Mans-Rennfahrzeuge beeinflusste das Design des 9 Sports. Der Wagen war als Zweisitzer ausgelegt, konnte aber für kurze Strecken bis zu zwei weitere Passagiere aufnehmen. Diese saßen fast aufrecht und hatten nicht viel Platz, insbesondere nicht für ihre Beine.
Angetrieben wurde der 9 Sports von einem Vierzylinder-Reihenmotor mit  obenliegender Nockenwelle und 60 mm Bohrung, der von zwei SU-Fallstromvergasern gespeist wurde. Das sehr eng gestufte Getriebe ließ den Wagen eher für Geländewettbewerbe als geeignet erscheinen, wo es eher auf Drehmoment und Beschleunigung ankam als auf Höchstgeschwindigkeit. Die starren Achsen waren an halbelliptischen Blattfedern aufgehängt und mit großen, einstellbaren Reibungsstoßdämpfern von Andre Hartford bedämpft. Die serienmäßigen hydraulisch betätigten Trommelbremsen mit 254 mm Durchmesser von Lockheed bremsten das Fahrzeug nur durchschnittlich gut ab. Der 9 Sports entwickelte 35 bhp (26 kW) bei 4500/min. und erreichte bei umgeklappter Windschutzscheibe eine Höchstgeschwindigkeit von 105,7 km/h. War die Windschutzscheibe aufgestellt, so sank die erzielbare Höchstgeschwindigkeit nur leicht auf 102,5 km/h. Die Dauergeschwindigkeit lag bei ca. 80 km/h.
Mit seinen vielen edlen Einbauten war der Singer 9 Sports ein Blickfang: ein Lenkrad von Ashby Brooklands, Polsterung in Möbelqualität und ein Mahagoni-Armaturenbrett. Der serienmäßig ausgestattete Wagen kostete £ 185 und übertraf damit seine nächsten Konkurrenten in Preis, Qualität und Fahrleistungen.
Bereits Ende 1933 lief die Fertigung aus. 1935 ersetzte ihn der 9 Le Mans.

## Sporterfolge
Der 9 Sports war der erste Sportwagen, der einen größeren Fankreis hatte. In relativ kurzer Zeit wurde er für seine guten Fahrleistungen bekannt. Darüber hinaus pries man ihn für sein Aussehen. Die ersten Exemplare nahmen erfolglos an den letzten Rennen des Herbstes 1932 teil. Neun Stück von ihnen schlugen sich aber sehr gut und brachten an Weihnachten 1932 die 8 besten Plätze im London-Exeter-Rennen nach Hause.
Einem größeren Publikum wurde der 9 Sports im 24-Stunden-Rennen von Le Mans 1933 bekannt, als ein von Barnes und Langley gelenkter Wagen das erste britische Auto mit weniger als 1000 cm³ und Saugmotor wurde, das zum Rudge-Whitworth Biennial Cup zugelassen wurde. Die leichten Änderungen dieses Exemplar gegenüber dem Serienmodell erschöpften sich in einem mild getunten Motor mit höherer Verdichtung, größeren Scheinwerfern, veränderten Getriebeübersetzungen und einem Langstreckenbenzintank, der die Sitzplätze der Fondpassagiere mit beanspruchte.
Zusammen mit anderen Singer-Modellen nahm der 9 Sports an anderen interessanten Langstrecken-Zuverlässigkeitswettbewerben teil. Ein Team von drei 9 Sports-Serienmodellen erreichte einige der höchsten Alpenpässe beim Alpine-6-Days-Trial. Die gesamte Singer-Flotte erreichte den 2. Platz bei den Fahrzeugen bis 1100 cm³ Hubraum.